# Seznam inscenací Nového německého divadla v Praze
Přehled premiér a nových nastudování Nového německého divadla v Praze (1892–1920)
| Sezona         | Premiéry | Nová nastudování |
| -------------- | --- | --- |
| 1892/1893/1894 | Charles Gounod: Der Tribut von Zamora Ignaz Brüll: Gringoire Richard Wagner: Die Feen Tomás Bretón: Garin Pierantonio Tasca: A Santa Lucia Ruggiero Leoncawallo: I pagliacci Gustav Albert Lortzing: Die Opernprobe Wolfgang Amadeus Mozart: Bastien und Bastienne Moritz Moszkowski: Boabdil, der Letzte Maurenkönig Pietro Mascagni: Die Rantzau Umberto Giordano: Mala vita Ludwig Grünberger: Die Heimkehr Cresczenzo Buongiorno: Etelka Guiseppe Verdi: Falstaff | Richard Wagner: Tannhäuser Daniel Francois-Esprit Auber: Maurer und Schlosser Giacchino Rossini: Moses oder Der Auszug |
| 1894/1895      | Julius Beechgard: Frode Ferdinand Hummel: Ein treuer Schelm Josef Forster: Die Rose von Pontevedra Emil Nikolaus von Reznicek: Donna Diana Engelbert Humperdinck: Hänsel und Gretel Mauritius Vavrinecz: Ratcliff Albert Kauders: Walter von der Vogelweide | Adolphe Charles Adam: Die Nürnberger |
| 1895/1896      | Wilhelm Kienzel: Der Evangelimann Jenö Hubay: Der Geigenmacher von Cremona Ferenc Erkel: Hunyadi László Daniel-Francois-Esprit Auber: Das eherne Pferd Carl Konradin: Flodoardo Wuprahall Franz Kohout: Stella | Heinrich Marschner: Der Templer und die Judin Gaetano Donizetti: Dom Sebastian Hermann Goetz: Der Widerspentigen Zähmung |
| 1896/1897      | Heinrich Berté: Die Schneefocke Karl Goldmark: Das Heimchen am Herd Franz Schubert: Der vierjährige Posten August Enna: Aucassin und Nicolette Isaac Albéniz: Pepita Jimenez | Richard Wagner: Tristan und Isolde Anton Grigorjevič Rubinstein: Die Maccabäer Carl Maria von Weber: Oberon Carl Maria von Weber: Der Freischütz Wofgang Amadeus Mozart: Die Hochzeit des Figaro Carl Maria von Weber: Euryanthe Arrigo Bito: Mephistopheles |
| 1897/1898      | Engelbert Humperdinck: Königskinder Ferdinand Langer: Der Pfeifer von Haardt Umberto Giordano: Andrea Chénier Oskar von Chelius (S. Berger): Haschisch Nicola Spinelli: A basso porto Ruggiero Leoncavallo: Die Bohéme | Gaetano Donizetti: Lucrezia Borgia Wolfgang Amadeus Mozart: Don Giovanni Johann Schenk: Der Dorfbarbier Christoph Willibald Gluck: Armide Wolfgang Amadeus Mozart: Die Entführung aus dem Serail Gustav Albert Lortzing: Undine |
| 1898/1899      | Sylvio Lazzari: Armor Wilhelm Kienzl: Don Quixote Rudolf von Prochazka: Das Glück Karl Goldmark: Die Krigsgefangene Hugo Wolf: Der Corregidor Siegfried Wagner: Der Bäremhäuter | Etienne Nicolas Méhul: Josef und seine Brüder |
| 1899/1900      | Christoph Willibald Gluck: Die Maienkönigin Hans Pfitzner: Der arme Heinrich Felix Weingartner: Genesius Anton Urspruch: Das Unmöglichste Leonhard Emil Bach: Lady Longford Géza Zichy: Meister Roland Gerhard Schjelderup: Norwegische Hochzeit Camille Saint Saëns: Heinrich der Achte | Vincenzo Bellini: Norma Heinrich Marschner: Der Vampyr Wolfgang Amadeus Mozart: Idomeneus Wolfgang Amadeus Mozart: Titus |
| 1900/1901      | Peter Crnelius: Der Cid Eugen d'Albert: Kein÷Die Abreise August Enna: Das Streichholzmädel Christoph Willibald Gluck: Paris und Helena Karel Weis: Der polnische Jude | Vincenzo Bellini: Die Nachtwandlerin Ambroise Thomas: Mignon Gasparo Spontini: Ferdinand Cortez Christoph Willibald Gluck: Der betrogene Kadi Christoph Willibald Gluck: Orpheus und Eurydike Christoph Willibald Gluck: Iphigenie in Aulis Christoph Willibald Gluck: Iphigenie auf Tauris Christoph Willibald Gluck: Armide Christoph Willibald Gluck: Alceste                                     |
| 1901/1902      | Richard Strauß: Guntram Ignacy Jan Paderewski: Manru Alexander Ritter: Der faule hans Bogumil Zepler: Der Brautmarkt zu Hira Anton Rückauf: Die Rosenthalerin Eugenio Pirani: Das Hexenlied | Nikolaj Solovjev: Cordelia Jacques Fromental Halévy: Die Jüdin Wolfgang Amadeus Mozart: Don Diovanni Giacomo Mayerbeer: Der Prophet Richard Wagner: Rienzi Wolfgang Amadeus Mozart: Die Hochzeit des Figaro Jules Massenet: Herodias |
| 1902/1903      | Robert Schumann: Genoveva Leo Blech: Enoch Arden Camille Saint Saëns: Samson und Dalila Bogumil Zepler: Der Vicomte von Letorieres Cesare Rossi: Nadeya | Gioacchino Rossini: Wilhelm Tell Giuseppe Verdi: Ein Maskenball Giacomo Mayerbeer: Robert der Teufel Giacomo Mayerbeer: Dinorah Georges Bizet: Carmen |
| 1903/1904      | Paul Véronje de la Nux: Zaire Eugen d'Albert: Tiefland Leo Blech: Alpenkönig und Meschenfeind Ludwig Erlanger: Ritter Olaf Wilhelm Reich: Das Jägerhaus Karl Weinberger: Das Schlaraffenland | Richard Wagner: Lohengrin Viktor E. Nessler: Der Trompeter von Säkkingen Engelbert Humperdinck: Hänsel ung Gretel Vincenzo Bellini: I puritani |
| 1904/1905      | Giacomo Puccini: Tosca Siegfried Wagner: Der Kobold Jules Massenet: Manon Franco Leoni: Ib und Christinchen Giacomo Orefice: Chopin Georg Cosmovici, Konrad Schmeidler: Marioara | |
| 1905/1906      | Ermanno Wolf-Ferrari: Die neugierigen Frauen Gabriel Dupont: La Cabrera Eugen d'Albert: Flauto solo Anselm Götzel: Zierpuppen Leo Blech: Aschenbrödel Tomás Bretón: Dolores Eduard Poldini: Der Vagabund und die Prinzessin Richard Strauß: Salome | Gioacchino Rossini: Der Barbier von Sevilla Wolfgang Amadeus Mozart: Don Giovanni Gaetano Donizetti: Lucrezia Borgia |
| 1906/1907      | Richard Heuberger: Barfüßele Ethel Mary Smyth: Das Strandrecht Ludwig Rochlitzer: Myrtia | Wolfgang Amadeus Mozart: Die Zauberflöte Giuseppe Verdi: Aida Otto Nicolai: Die lustigen Weiber von Windsor Gioacchino Rissini: Wilhelm Tell Richard Wagner: Tristan und Isolde Christoph Willibald Gluck: Orpheus |
| 1907/1908      | Giacomo Puccini: Madame Butterfly Carl Lafite: Das kalte Herz Siegfried Wagner: Sternengebot Camille Saint-Saëns: L'ancetre Giacomo Puccini: La Boheme | Richard Wagner: Der fliegende Holländer Daniel-Francois-Esprit: Fra Diavolo |
| 1908/1909      | Claude Debussy: Pelleas und Melisande Hans Pfitzner: Die Rose vom Liebesgarten Adolphe Charles Adam: Si j´étais roi Felix Weingartner: Orestes | Peter Cornelius: Der Barbier von Bagdad Giacomo Meyerbeer: Die Afrikanerin |
| 1909/1910      | Adolphe Charles Adam: Der Toreador Julius Stern: Narcis Rameau Ludwig Rochlitzer: Frater Carolus | Gioacchino Rossini: Wilhelm Tel Carl Maria von Weber:Euryanthe Jules Massenet: Manon Otto Nicolai: Die lustigen Weiber von Windsor Karl Goldmark: Die Königin von Saba Friedrich von Flotow: Alessandro Stradella Richard Wagner: Rienzi |
| 1910/1911      | Ermanno Wolf-Ferrari: Sussannens Geheimnis Siegfried Wagner: Banadietrich Engelbert Humperdinck: Königskinder (nová verze) | Daniel-Francois-Esprit Auber: Maurer und Schlosser Carl Maria von Weber: Abu Hassan Wolfgang Amadeus Mozart: Don Giovanni |
| 1911/1912      | Jilius Bittner: Der Musikant Giuseppe Verdi: Othello Wilhelm Kienzl: Der Kuhreigen Leo Blech: Versiegelt Ermanno Wolf-Ferrari: Der Schmuck der Madonna | Ludwig van Beethoven: Fidelio Richard Wagner: Tannhäuser Giacomo Meyerbeer: Die Afrikanerin Carl Maria von Weber: Der Freischütz Richard Wagner: Die Walküre Charles Gounod: Romeo und Julia Wolfgang Amadeus Mozart: Die Zauberföte Wolfgang Amadeus Mozart: Die Hochzeit des Figaro Richard Wagner: Lohengrin Richard Wagner: Tristan und Isolde Richard Wagner: Die Meistersinger von Nürnberg    |
| 1912/1913      | Alexander Zemlinsky: Es war einmal Richard Strauß: Ariadne auf Naxos Pierre Maurice: Misé Brun | Richard Wagner: Das Rheingold Richard Wagner: Rienzi Jacques Fromental Halévy: Die Jüdin Franz Kohout: Stella Richard Strauß: Salome |
| 1913/1914      | Richard Wagner: Parsifal Giacomo Puccini: Das Mädchen aus dem goldenen Westen Gerhard von Keussler: Gefängnisse Richard Strauß: Der Rosenkavalier | Wilhelm Kienzl: Der Evangelimann Giuseppe Verdi: Falstaff Eugen d'Albert: Tiefland Wolfgang Amadeus Mozart: Die Entführung aus dem Serail Giacomo Puccini: Tosca Gioacchino Rossini: Wilhelm Tel Jacques Offenbach: Hoffmanns Erzählungen Rudolph von Prochazka: Das Glück Jules Massenet: Manon |
| 1914/1915      | | Gustav Albert Lortzing: Der Wildschütz Wolfgang Amadeus Mozart: Die Zauberflöte Wolfgang Amadeus Mozart: Don Giovanni Giacomo Meyerbeer: Die Afrikanerin Peter Cornelius: Der Barbier von Bagdad Daniel-Francois-Esprit Auber: Fra Diavolo Karl Goldmark: Das Heimchen am Herd |
| 1915/1916      | Georges Bizet: Djamileh Max von Schillings: Mona Lisa Géza Zichy: Rodosto | Francois-Adrien Boieldieu: Die weiße Dame Ignaz Brüll: Das goldene Kreuz Wolfgang Amadeus Mozart: Cosi fan tutte |
| 1916/1917      | Felix Weingartner: Kain und Abel Erich Wolfgang Kornbold: Der Ring des Polykrates÷Violanta Richard Strauß: Ariadne auf Naxos Alexander Zemlinsky: Eine florentinische Tragödie | Gustav Albert Lortzing: Die Opernprobe Richard Wagner: Rienzi Giacomo Puccini: Tosca Ermano Wolf-Ferrari: Sussanes Geheimnis |
| 1917/1918      | | Hermann Goetz: Der Widerspenstigen Zähmung Etienne Nicolas Méhul: Josef und seine Brüder Eugen d'Albert: Tiefland Gustav Albert Lortzing: Zar und Zimmermann Jules Massenet: Manon Giacomo Puccini: Dad Mädchen aus dem goldenen Westen Richard Strauß: Der Rosenkavalier |
| 1918/1919      | Eugen d'Albert: Die toten Augen | Hugo Wolf: Der Corregidor Carl Maria von Weber: Oberon Richard Wagner: Parsifal Richard Wagner: Die Walküre Wolfgang Amadeus Mozart: Figaros Hochzeit Giuseppe Verdi: Aida Gustav Albert Lortzing: Der Waffenschmied |
| 1919/1920      | Paul Creaner: Don Juans letztes Abenteuer Franz Schreker: Der ferne Klang | Friedrich von Flotow: Alessandro Stradella Charles Gounod: Faust /Margarethe/ Giacomo Puccini: Madame Butterfly Giacomo Meyerbeer: Die Afrikanerin Wolfgang Amadeus Mozart: Don Giovanni Giuseppe Verdi: La Traviata Richard Wagner: Das Rheingold Adolphe Charles Adam: Der Postillon von Lonjumeau Giacimo Puccini: La Boheme Daniel-Francois-Esprit Auber: Fra Diavolo Richard Wagner: Tannhäuser |

Tabulka byla sestavena podle informací z knihy:

## Přehled premiér a nových nastudování (1920 - 1938)
| Sezona    | Premiéry | Nová nastudování |
| --------- | --- | --- |
| 1920/1921 | Giacomo Puccini: Der Mantel/Schwester Angelika Gieseppe Verdi: Don Carlos | Carl Maria von Weber: Der Freischütz Wolfgang Amadeus Mozart: Die Entführung aus dem Serail Otto Nicolai: Die lustigen Weiber von Windsor Viktor E. Nessler: Der Trompeter von Säkkingen Jacques Offenbach: Hoffmanns Erzählungen Richard Strauß: Salome Karl Goldmark: Die Königin von Saba Richard Strauß: Der Rosenkavalier Wolfgang Amadeus Mozart: Cosi fan tute |
| 1921/1922 | Richard Strauß: Elektra Hans Pfitzner: Christelfein Erich Wolfgang Korngold: Die tote Stadt Alexander Zemlinsky: Kleider machen Leute | Gustav Albert Lortzing: Zar und Zimmermann Georges Bizet: Djamileh Gaetano Donnizetti: Lucia von Lammermoor Giacomo Puccini: Das Mädchen aus dem goldenen Westen Wolfgang Amadeus Mozart: Figaros Hochzeit Wilhelm Kienzel: Der Kuhreigen Wolfgang Amadeus Mozart: Bastien und Bastienne Max von Schillings: Mona Lisa Gioacchino Rossini: Der Barbier von Sevilla Richard Wagner: Lohengrin Engelbert Humperdinck: Königskinder |
| 1922/1923 | Robert Konta: Jugunde Emil Nicolaus von Reznicek: Ritter Blaubart Paul Hindemith: Mörder, Hoffnung der Frauen, Sancta Sussanna, Das Nusch-Nuschi | Giacomo Meyerbeer: Die Hugenotten Peter Cornelius: Der Barbier von Bagdad Jules Massenet: Manon Wolfgang Amadeus Mozart: Don Juan Gustav Albert Lortzing: Der Wildschütz Guiseppe Verdi: Ernani Richard Wagner: Der fliegende Holländer Richard Wagner: Das Rheingold Heinrich Marschner: Hans Heiling Richard Wagner: Die Walküre |
| 1923/1924 | Giacomo Puccini: Manon Lescaut Franz Schreker: Der Schatzgräber Bedřich Smetana: Der Kuss (Hubička) Arnold Schönberg: Erwartung Maurice Ravel: L'heure espagnole | Conradin Kreutzer: Das Nachtlager in Granada Ermanno Wolf-Ferrari: Susannes Geheimnis Richard Wagner: Siegfried Ambroise Thomas: Mignon Guiseppe Verdi: Ein Maskenball Eugen d'Albert: Die toten Augen Ludwig van Beethoven: Fidelio Engelbert Huperdinck: Hänsel und Gretel Georges Bizet: Carmen Gaetano Donizetti: Don Pasquale Daniel-Francois-Esprit Auber: Fra Diavolo Guiseppe Verdi: Othello Richard Wagner: Götterdämmerung: |
| 1924/1925 | Julius Bittner: Das Rosengärtlein Richard Strauß: Intermezzo Paul Dukas: Ariane und Blaubart | Louis Aimé Maillart: Das Glöckchen des Eremiten Gustav Albert Lortzing: Zar und Zimmermann Richard Strauß: Ariadne auf Naxos Franzois-Adrien Boieldieu: Die weiße dame Giacomo Meyerbeer: Der Prophet Christoph Willibald Gluck: Orpheus und Eurydike Adolphe Charles Adam: Die nürnberger Puppe Gaetano Donizetti: Der Liebestrank |
| 1925/1926 | Bedřich Smetana: Die verkaufte Braut (Prodaná nevěsta) Hans Gál: Die Heilige Ente Umberto Giordano: Das Mahl der Spötter Petr Iljič Čajkovskij: Eugen Onegin Alexander Zemlinsky: Der Zwerg | Friedrich von Flotow: Martha Jacques Offenbach: Hoffmanns Erzählungen Guiseppe Verdi: Rigoletto Ludwig van Beethoven: Fidelio Richard Strauß: Salome Wolfgang Amadeus Mozart: Don Juan Wolfgang Amadeus Mozart: Cosi fan tute Erich Wolfgang Korngold: Violanta Carl Maria von Weber: Der Freischütz Wolfgang Amadeus Mozart: Die Entführung aus dem Serail Jacques Fromental Halévy: Die Jüdin |
| 1926/1927 | Leoš Janáček: Jenufa (Její pastorkyňa) Guiseppe Verdi: Die Macht des Schicksaals Paul Hindemith: Cardillac Ernst Křenek: Jonny spielt auf | Giacomo Puccini: Das Mädchen aus dem goldenen Westen Giacomo Puccini: Der Mantel/Schwester Angelika Wilhelm Kienzl: Der Evangeliman Richard Strauß: Ariadne auf Naxos Ludwig van Beethoven: Fidelio Giacomo Puccini: Tosca Giuseppe Verdi: Ein Maskenball |
| 1927/1928 | Josef Gustav Mraczek: Madonna am Wiesenzaun Leoš Janáček: Katja Kabanowa (Káťa Kabanová) Gian Francesco Malipiero: Philomela und ihr Narr Anatol Provazník: Akaga Ferruccio Busoni: Arlecchino | Gustav Albert Lortzing: Der Wildschütz Richard Strauß: Elektra Giacomo Puccini: La Bohéme Wolfgang Amadeus Mozart: DonJuan Guiseppe Verdi: Falstaff Daniel-Francois-Esprit Auber: Fra Diavolo Richard Wagner: Die Meistersinger von Nürnberg Guiseppe Verdi: Othello Richard Strauß: Der Rosenkavalier Wolfgang Amadeus Mozart: Die Entführung aus dem Serail Bedřich Smetana: Die verkaufte Braut (Prodaná nevěsta) |
| 1928/1929 | Manuel de Falla: Ein kurzes Leben Kurt Weill: Der Zar lässt sich photografieren Kurt Weill: Die Dreigroschenoper Jaromír Weinberger: Schwanda, der Dudelsackpfeifer (Švanda dudák) Theodor Veidl: Kranwit | Wolfgang Amadeus Mozart: Cosi fan tute Luis Aimé Maillart: Das Glöckchen des Eremiten Gioacchino Rossini: Der Barbier von Sevilla Richard Strauß: Salome Richard Wagner: Lohengrin Friedrich von Flotow: Martha Hans Pfitzner: Der arme Heinrich Peter Cornelius: Der Barbier von Bagdad |
| 1929/1930 | Ernst Koch: Die Prinzessin auf der Erbse Paul Hindemith: Hin und Zurück Ernst Křenek: Swergewicht oder Die Ehre der Nation Wolfgang Amadeus Mozart: Lucius Sulla Umberto Giordano: Der König Felice Latuada: Die lächerlichen Zierpuppen Bedřich Smetana: Dalibor Ernö Dohnányi: Der Tenor Kurt Weill: Aufstieg und Fall der Stadt Mahagonny | Georges Bizet: Carmen Wolfgang Amadeus Mozart: Figaros Hochzeit Adolphe Charles Adam: Wenn ich König wär Petr Iljič Čajkovskij: Eugen Onegin Richard Strauss: Ariadne auf Naxos Kurt Weill: Die Dreigroschenoper Gustav Albert Lortzing: Der Waffenschmied |
| 1930/1931 | Gioacchino Rossini: Angelina Guiseppe Verdi: Simone Boccanegra Manfred Gurlitt: Soldaten Emil Nikolaus von Reznicek: Spiel oder Ernst Mark Lothar: Lord Spleen | Otto Nicolai: Die lustgen Weiber vo Windsor Wolfgang Giuseppe Verdi: La Traviata Richard Strauß: Der Rosenkavalier Wolfgang Amadeus Mozart: Die Entführung aus dem Serail Hermann Goetz: Der Widerspenstigen Zähmung |
| 1931/1932 | Charles Gounod: Der Arzt wider Willen Hans Pfitzner: Das Herz Jaroslav Křička: Spuk im Schloss oder Böse Zeiten für Gespenster (Bílý pán aneb Těžko se dnes duchům straší) | Carl Maria von Weber: Der Freischütz Giuseppe Verdi: Aida Gaetano Donizetti: Don Pasquale Wolfgang Amadeus Mozart: Don Giovanni Giacomo Puccini: La Bohéme Giacomo Puccini: Manon Lescaut |
| 1932/1933 | Hans Krása: Verlobung im Traum | Wolfgang Amadeus Mozart: Die Hochzeit des Figaros Wolfgang Amadeus Mozart: Die Entführung aus dem Serail Camille Saint-Saëns: Samson und Dalila Guiseppe Verdi: Rigoletto Pietro Mascagni: Cavalleria rusticana Ruggiero Leoncavallo: Der Bajazzo Guiseppe Verdi: Othello Guiseppe Verdi: Falstaff Richard Wagner: Der fliegende Holländer Jacques Offenbach: Hoffmanns Erzählungen Richard Strauss: Salome Christoph Willibald Gluck: Orpheus und Eurydike Georges Bizet: Carmen Richard Wagner: Das Rheingold Ludwig van Beethoven: Fidelio |
| 1933/1934 | Modest Petrvič Musorgskij: Boris Godunow Giacomo Puccini: Turandot Ermano Wolf-Ferrari: Die vier Grobiane Antonín Dvořák: Der Jakobiner (Jakobín) Georg Fridrich Händel: Josua | Richard Wagner: Tannhäuser Eugen d'Albert: Tiefland Wolfgang Amadeus Mozart: Die Zauberflöte Giacomo Puccini: Tosca Gioacchino Rossini: Der Barbier von Sevilla Bedřich Smetana: Die verkaufte Braut (Prodaná nevěsta) Gustav Albert Lortzing: Der Wildschütz Giuseppe Verdi: Ein Maskenball Giuseppe Verdi: La Traviata Richard Wagner: Tristan und Isolde |
| 1934/1935 | Bedřich Smetana: Zwei Witwen (Dvě vdovy) Alexander Zemlinsky: Der Kreidekreis Theodor Veidl: Die Kleinstädter Igor Stravinskij: Die Nachtigall | Giuseppe Verdi: Don Carlos Wolfgang Amadeus Mozart: Die Entführung aus dem Serail Jules Massenet: Manon Giacomo Meyerbeer: Die Hugenotten Gaetano Dinizetti: Lucia von Lammenmoor Gioacchino Rossini: Der Barbier von Sevilla Wolfgang Amadeus Mozart: Don Giovanni Leoš Janáček: Jenufa (Její pastorkyňa) Jacques Fromental Halévy: Die Jüdin Charles Gounod: Margarethe Giuseppe Verdi: Falstaff Giacomo Puccini: Madame Butterfly Giacomo Puccini: Gianni Schicchi Wolfgang Amadeus Mozart: Cosi fan tute                                  |
| 1935/1936 | Guiseppe Verdi: Macbeth Dmitrij Dmitrijevič Šostakovič: Katharina Ismailowa | Giacomo Meyerbeer: Die Afrikanerin Bedřich Smetana: Die verkaufte Braut (Prodaná nevěsta) Claude Debussy: Pelleas und Melisande Fridrich von Flotow: Martha oder Der Mark zu Richmond Giacomo Puccini: Turandot Wolfgang Amadeus Mozart: Die Zauberflöte Carl Maria von Weber: Der Freischütz Richard Strauss: Der Rosenkavalier Giacomo Puccini: Das Mädchen aus dem goldenen Westen Max von Schillings: Mona Lisa Daniel-Francois-Esprit Auber: Fra Diavolo Richard Wagner: Das Rheingold Richard Strauss: Elektra                          |
| 1936/1937 | Fidelio Fridrich Finke: Die Jakobsfahrt Nikolaj Alexandrovič Rimskij-Korsakov: Die Zarenbraut Amilcare Ponchielli: Gioconda Albert Roussel: Das Testament der Tante Karoline Richard Strauss: Die schweigsame Frau | Ermanno Wolf-Ferrari: Die neugierigen Frauen Modest Petrovič Musorgskij: Boris Godunow Otto Nicolai: Die lustigen Weiber von Windsor Ambroise Thomas: Mignon Giuseppe Verdi: Aida Christoph Willibald Gluck: Orpheus und Eurydike Bedřich Smetana: Der Kuß (Hubička) Richard Wagner: Parsifal Wilhelm Kienzl: Der Evangelimann Hugo Wolf: Der Corregidor Wolfgang Amadeus Mozart: Die Hochzeit des Figaro |
| 1937/1938 | Richard Strauss: Arabella Otakar Ostrčil: Hansens Königsreich (Honzovo království) Jacques Ibert: Der König von Yvetot Emil Křenek: Karel V. Wolfgang Amadeus Mozart: Die Gärtnerin aus Liebe | Georges Bizet: Carmen Carl Maria von Weber: Oberon Wolfgang Amadeus Mozart: Die Entführung aus dem Serail Giacomo Puccini: Madame Butterfly Engelbert Humperdinck: Hänsel und Gretel Umberto Giordano: André Chénier Richard Wagner: Die Meistersinger von Nürnberg Ludwig van Beethoven: Fidelio Bedřich Smetana: Dalibor Giuseppe Verdi: Der Troubadour Wolfgang Amadeus Mozart: Die Hochzeit des Figaro Richard Strauss: Ariadne auf Naxos Heinrich Marschner: Hans Heiling                                                                |
| 1938/1939 | Giuseppe Verdi: Luise Miller | Richard Strauss: Salome Sezona předčasně ukočena 26. září 1938 Posledním představením byla Tosca 25.9.1938 |

Tabulka sestavena podle informací z knihy Státní opera Praha, 2004